# Serra de São Bento
Serra de São Bento, município no estado do Rio Grande do Norte (Brasil). De acordo com o Estimativa realizado pelo IBGE (Instituto Brasileiro de Geografia e Estatística) no ano 2024, sua população é de 5 864 habitantes.

## Geografia
Segundo a divisão territorial do Instituto Brasileiro de Geografia e Estatística (IBGE) vigente desde 2017, Serra de São Bento pertence à Região Geográfica Intermediária de Natal e à Região Geográfica Imediata de Santo Antônio-Passa e Fica-Nova Cruz. Até então, na divisão em mesorregiões e microrregiões que vigorava desde 1989, o município fazia parte da microrregião do Agreste Potiguar, uma das três microrregiões da mesorregião homônima.
Sua área territorial é de 96,628 km² (0,183% da superfície estadual), dos quais 0,639 km² envolvem a área urbana. É limitado a norte por São José do Campestre; a sul por Araruna, na Paraíba; a leste Passa-e-Fica e Lagoa d'Anta e a oeste Monte das Gameleiras. Está distante 117 km da capital estadual, Natal, e 2 373 km da capital federal, Brasília.
O relevo serra-bentense está inserido no Planalto da Borborema, com altitudes entre 400 e 800 metros, formado em parte por rochas metamórficas do embasamento cristalino, originárias do período Pré-Cambriano médio e inferior, com idade entre 1,1 bilhão e 2,5 bilhões de anos. Os solos do município são altamente férteis e bastante drenados, porém pedregosos, pouco profundos e muito susceptíveis à erosão, apresentando textura mista de areia com argila, caracterizando os neossolos ou solos litólicos eutróficos, havendo também pequenas áreas de planossolo a leste. Por serem pouco desenvolvidos, são cobertos por uma vegetação rala, de pequeno porte, a caatinga hipoxerófila, com a presença de arbustos e espinhos.
Na hidrografia, o território municipal está inserido nas bacias hidrográficas dos rios Jacu (50,76%) e Curimataú (49,24%). É cortado pelo rio Calabouço, que separa o Rio Grande do Norte da Paraíba em boa parte do seu curso e possui regime intermitente, isto é, flui somente na estação das chuvas. O clima é semiárido, com chuvas concentradas no período de março a julho. Por se situar na região da Borborema potiguar, pode registrar temperaturas amenas na época mais fria do ano, apesar de sua localização em região equatorial.
Segundo dados da Empresa de Pesquisa Agropecuária do Rio Grande do Norte (EMPARN), de 1962 até 2014 a maior chuva em 24 horas registrada em Serra de São Bento alcançou 147 mm em 28 de março de 1981. Outros acumulados iguais ou superiores a 100 mm foram: 124,5 mm em 7 de julho de 1974, 118,9 mm em 25 de março de 2011, 116 mm em 21 de março de 1981 e 101,6 mm em 30 de junho de 2011. O recorde de chuva em um mês é de 584,4 mm em março de 1981.
| Dados climatológicos para Serra de São Bento (1962-2014) | Dados climatológicos para Serra de São Bento (1962-2014) | Dados climatológicos para Serra de São Bento (1962-2014) | Dados climatológicos para Serra de São Bento (1962-2014) | Dados climatológicos para Serra de São Bento (1962-2014) | Dados climatológicos para Serra de São Bento (1962-2014) | Dados climatológicos para Serra de São Bento (1962-2014) | Dados climatológicos para Serra de São Bento (1962-2014) | Dados climatológicos para Serra de São Bento (1962-2014) | Dados climatológicos para Serra de São Bento (1962-2014) | Dados climatológicos para Serra de São Bento (1962-2014) | Dados climatológicos para Serra de São Bento (1962-2014) | Dados climatológicos para Serra de São Bento (1962-2014) | Dados climatológicos para Serra de São Bento (1962-2014) |
| Mês                                                      | Jan                                                      | Fev                                                      | Mar                                                      | Abr                                                      | Mai                                                      | Jun                                                      | Jul                                                      | Ago                                                      | Set                                                      | Out                                                      | Nov                                                      | Dez                                                      | Ano                                                      |
| -------------------------------------------------------- | -------------------------------------------------------- | -------------------------------------------------------- | -------------------------------------------------------- | -------------------------------------------------------- | -------------------------------------------------------- | -------------------------------------------------------- | -------------------------------------------------------- | -------------------------------------------------------- | -------------------------------------------------------- | -------------------------------------------------------- | -------------------------------------------------------- | -------------------------------------------------------- | -------------------------------------------------------- |
| Precipitação (mm)                                        | 49                                                       | 65,5                                                     | 117,5                                                    | 109                                                      | 85,6                                                     | 104,3                                                    | 86                                                       | 42,3                                                     | 30                                                       | 6,5                                                      | 10,6                                                     | 21                                                       | 727,3                                                    |